# 歯学雑誌一覧
歯学の専門分野別の学術雑誌のリストである。

## 歯周治療学
- ジャーナル・オブ・クリニカル・ペリオドントロジー
- ジャーナル・オブ・インディアン・ソサイエティー・オブ・ペリオドントロジー
- ジャーナル・オブ・ペリオドントロジー

## 歯科矯正学
- アメリカン・ジャーナル・オブ・オルソドンティックス・アンド・デントフェイシャル・オルソペディクス
- ザー・アングル・オルソドンティスト
- ジャーナル・オブ・クリニカル・オルソドンティクス
- ジャーナル・オブ・デンタル・バイオメカニックス
- ジャーナル・オブ・オルソドンティクス
- セミナーズ・イン・オルソドンティクス

## 歯科補綴学
- ヨーロピアン・ジャーナル・オブ・プロスソドンティクス
- ヨーロピアン・ジャーナル・オブ・プロスソドンティクス・アンド・レストラティブ・デンティストリー
- ジャーナル・オブ・インディアン・プロスソドンティック・ソサエティー
- ジャーナル・オブ・プロスセティック・デンティストリー
- ジャーナル・オブ・プロスソドンティクス

## 小児歯科学
- インターナショナル・ジャーナル・オブ・パエディアトリック・デンティストリー
- ジャーナル・オブ・ピーディーアトリック・デンティストリー

## 口腔外科
- クレフト・パレート・クラニオフェイシャル・ジャーナル
- デンタル・トローマトーロージー
- インターナショナル・ジャーナル・オブ・オーラル・アンド・マキシロフェイシャル・サージェリー
- ジャーナル・オブ・オーラル・アンド・マキシロフェイシャル・サージェリー
- オーラル・サージェリー・オーラル・メディシン・オーラル・パソロジー・アンド・オーラル・レーディオロジー

## 歯内療法学
- ジャーナル・オブ・エンドドンティクス

## 一般歯科
- ブラジリアン・デンタル・ジャーナル
- ブリティッシュ・デンタル・ジャーナル
- ケアリーズ・リサーチ
- クリニカル・コスメティック・アンド・インベスティゲーショナル・デンティストリー
- コミューニティー・デンティストリー・アンド・オーラル・エピデミオロジー
- デンタル・マテリアルズ
- デンタル・アンド・メディカル・プロブレムズ
- フロンティアズ・オブ・オーラル・バイオロジー
- インターナショナル・ジャーナル・オブ・オーラル・サイエンス
- ジャーナル・オブ・ジ・アメリカン・デンタル・アソシエーション
- ジャーナル・オブ・コンサバティブ・デンティストリー
- ジャーナル・オブ・デンタル・リサーチ
- ジャーナル・オブ・デンティストリー
- プライマリー・デンタル・ジャーナル

## 腫瘍学
- オーラル・オンコロジー

## 放射線医学
- ジャーナル・オブ・オーラル・アンド・マキシロフェイシャル・レーディオロジー
- オーラル・サージェリー・オーラル・メディシン・オーラル・パソロジー・オーラル・レーディオロジー・アンド・エンドドンティクス